# 팽 오 레쟁

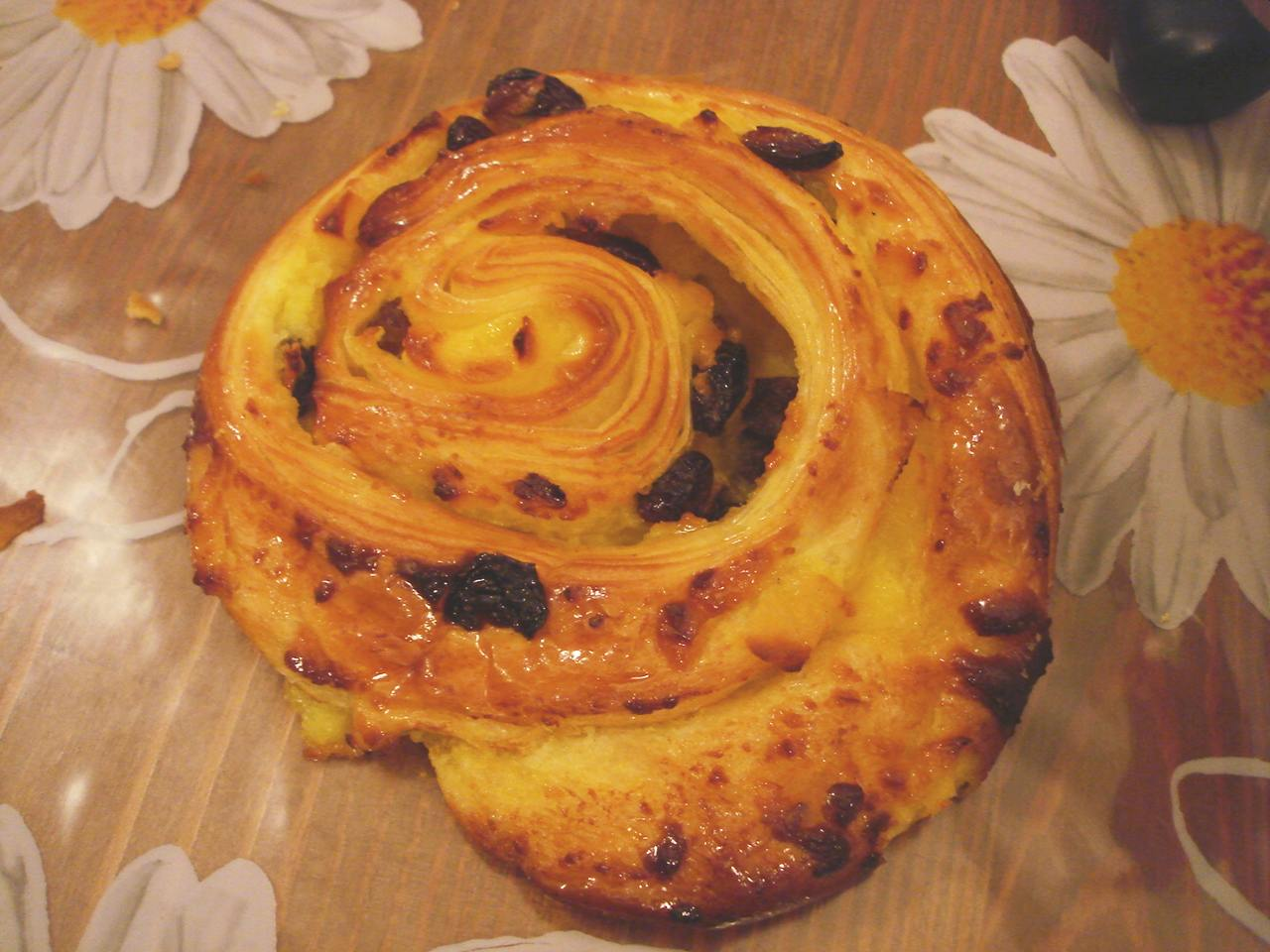
팽 오 레쟁

팽 오 레쟁(pain aux raisins)은 건포도를 넣은 페이스트리의 일종이다.

## 같이 보기
- 첼시 번
- 시나몬 롤
- 데이니시